# Windows (tecla)

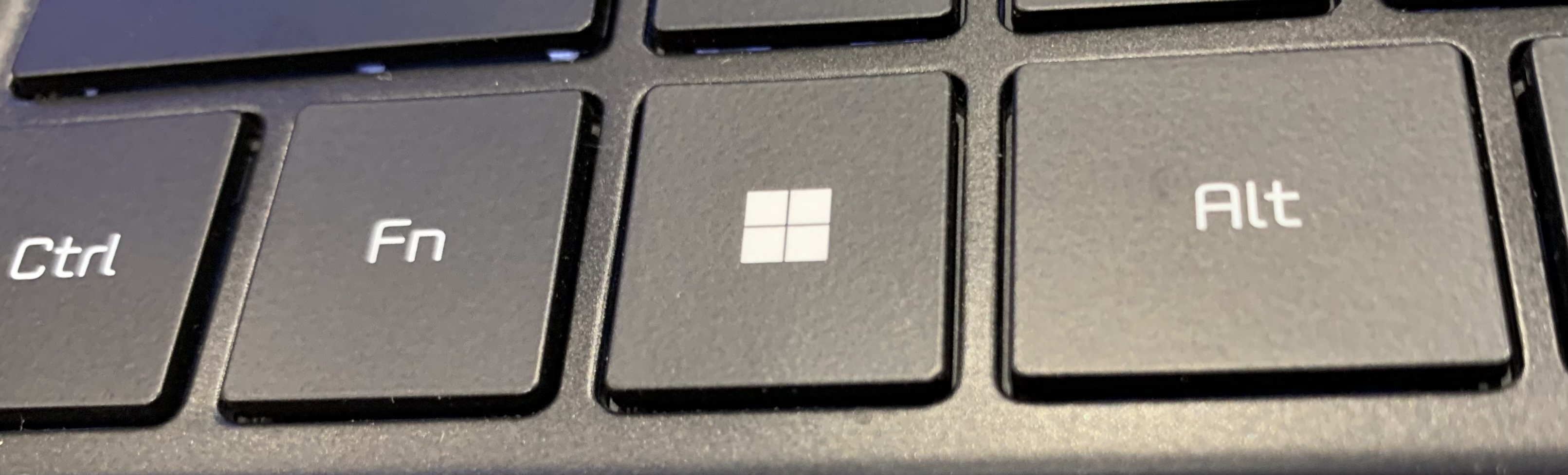
O Windows 11 apresenta um design que reflete o logotipo atual do Windows, usando quatro quadrados de tamanhos iguais.

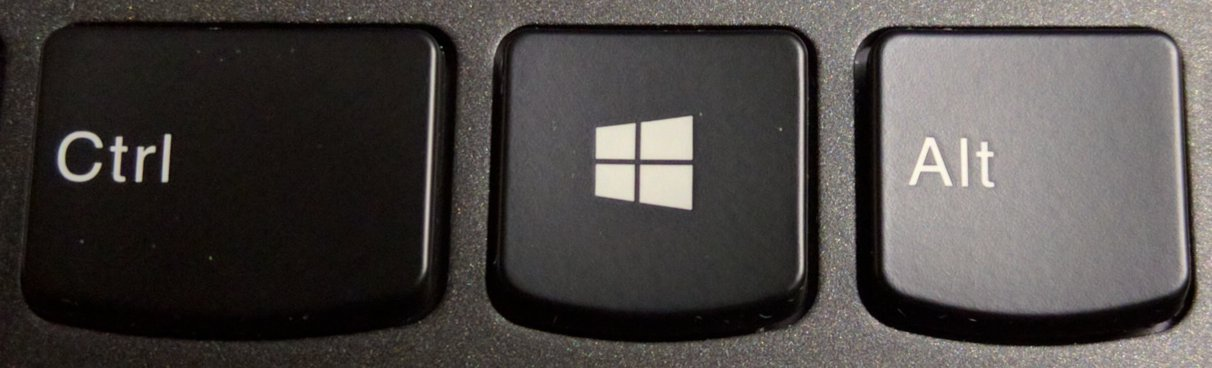
A tecla anterior do Windows (centro) fornecida com o Windows 8, Windows 8.1, e Windows 10.

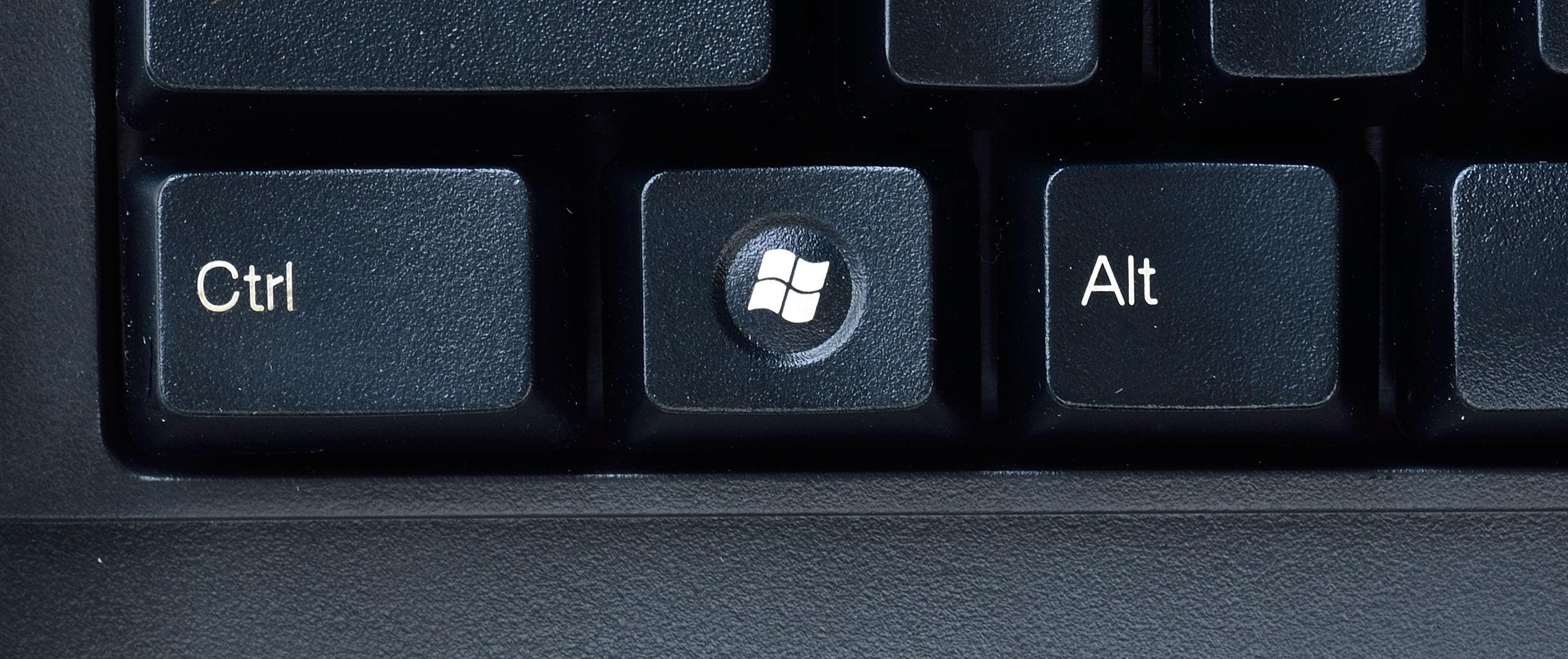
A tecla do Windows (centro) com um orbe ao redor do logotipo do Windows ancorado no centro, usado para Windows Vista e Windows 7. No Windows XP, o logotipo não tinha nenhum orbe ao seu redor e estava descentralizado à esquerda.

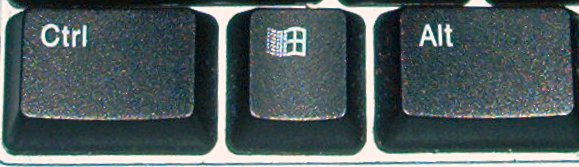
A primeira tecla do Windows (centro) apareceu com o Windows 95.

A tecla do logotipo do Windows (também conhecida como Windows, win, start, logo, flag, OS ou super key) é uma tecla do teclado que foi originalmente introduzida no Natural Keyboard da Microsoft em 1994. Essa tecla se tornou uma tecla padrão em teclados de PC. No Windows, pressionar a tecla abre o menu iniciar. Ctrl + Esc executa a mesma função, caso o teclado não possua esta tecla.

## Histórico e uso
Historicamente, a adição de duas teclas do Windows e uma tecla de menu marcou a mudança do layout de teclas 101/102 para 104/105 teclas para teclados de PC. Comparado ao layout anterior, uma tecla do Windows foi colocada entre a esquerda Ctrl e a esquerda Alt e outra tecla do Windows e a tecla de menu foram colocadas entre a direita Alt (ou AltGr) e a tecla direita Ctrl.
A tecla Windows foi introduzida com o Natural Keyboard da Microsoft em 1994. A primeira série de laptops a conter teclas do Windows em seu teclado foi o Gateway Solo.[carece de fontes?] A tecla é anterior à Command, tecla dos computadores Apple na década de 1980, e antes disso, pela tecla Super (ou Meta) nos computadores de estação de trabalho Lisp / Unix na década de 1970.
Em laptops e outros teclados compactos é comum ter apenas uma tecla do Windows (geralmente à esquerda). Nos conjuntos Entertainment Desktop da Microsoft (projetados para Windows Vista), a tecla Windows está no meio do teclado, abaixo de todas as outras teclas (onde repousam os polegares do usuário).
Alguns teclados da era Windows Vista e 7 apresentam uma saliência circular ao redor do logotipo que distingue sua sensação dos outros botões.
Em tablets com Windows 8, os requisitos de certificação de hardware exigiam inicialmente que a tecla do Windows fosse centralizada na moldura abaixo da tela, exceto em um laptop conversível, onde o botão pode ficar descentralizado em uma configuração de tablet. Esse requisito foi flexibilizado no Windows 8.1, permitindo que a tecla do Windows seja colocada em qualquer painel ou borda da unidade, embora um local centralizado ao longo do painel inferior ainda seja preferido.

## Licenciamento
A Microsoft regula a aparência da imagem do logotipo da tecla do Windows com uma licença especialmente criada para fabricantes de teclados ("Microsoft Windows Logo Key Logo License Agreement for Keyboard Manufacturers"). Com a introdução de um novo logotipo do Microsoft Windows, usado pela primeira vez com o Windows XP, o acordo foi atualizado para exigir que o novo design fosse adotado para todos os teclados fabricados após 1º de setembro de 2003. No entanto, com o lançamento do Windows Vista, a Microsoft publicou diretrizes para uma nova tecla do logotipo do Windows que incorpora o logotipo do Windows recuado em um círculo chanfrado e rebaixado com uma taxa de contraste de pelo menos 3:1 em relação ao fundo ao qual a tecla é aplicada.
Na especificação comum de teclado de bloco de construção, todos os teclados compatíveis com CBB deveriam estar em conformidade com a especificação do botão Iniciar de hardware do Windows Vista a partir de 1º de junho de 2007.[carece de fontes?]
O caractere Unicode U+229E U+229E ⊞ SQUARED PLUS se assemelha muito à aparência da tecla, como no Windows 11.

## Uso com Microsoft Windows
Das versões do sistema operacional Windows 95 ao Windows 7, tocar na tecla Windows por si só tradicionalmente revela a barra de tarefas do Windows (se não estiver visível) e abre o menu Iniciar. No Windows Server 2012 e no Windows 8, esta tecla inicia a tela Iniciar, mas não mostra a barra de tarefas. No entanto, esse recurso foi adicionado novamente ao Windows 10.
Pressionar a tecla em combinação com outras teclas permite invocar muitas funções comuns através do teclado. Manter pressionado Ctrl + ESC não substituirá a tecla Windows nessas combinações. Quais combinações de teclas do Windows ("atalhos") estão disponíveis e ativas em uma determinada sessão do Windows depende de muitos fatores, como opções de acessibilidade, o tipo de sessão (normal ou Terminal Services), a versão do Windows, a presença de software específico, como como IntelliType e Política de Grupo, se aplicável.
Abaixo está uma lista de atalhos notáveis que funcionam nativamente. Salvo indicação em contrário, eles são válidos na próxima versão do Windows. Usando scripts pós-venda, os usuários também podem criar atalhos personalizados.

### Windows 95 e Windows NT 4.0
Os seguintes atalhos são válidos no Windows 95 e Windows NT 4.0.
- Win abre o Menu Iniciar
- Win + D mostra a área de trabalho (ocultando até mesmo janelas não minimizáveis) ou restaura janelas ocultas quando pressionado uma segunda vez.
- Win + E abre o Windows Explorer com painel de pastas no lado esquerdo da janela.
- Win + F abre Localizar arquivos e pastas.
- Win + M minimiza todas as janelas.
- Win + Shift + M restaura janelas que foram minimizadas com Win + M.
- Win + R abre a janela "Executar programa ou arquivo".
- Win + U executa o Utility Manager.
- Win + Pause ou Win + Break abre as propriedades do Meu Computador.
- Win + F1 abre Windows Help.
- Win + Ctrl + F abre Find computers.
- Win + Tab percorre os botões da barra de tarefas. Essa combinação de teclas foi reatribuída no Windows Vista e no Windows 7.

### Windows 2000
O Windows 2000 adiciona o seguinte:
- Win + L bloqueia a área de trabalho.

### Windows XP
O Windows XP adiciona o seguinte:
- Win + B seleciona o primeiro ícone na área de notificação.
- Win + Ctrl +  F abre Pesquisa de Computadores. Requer Active Directory Domain Services.
- Win + L bloqueia a área de trabalho e (se a Troca Rápida de Usuário estiver habilitada) mostra a tela de seleção de usuário.

### Windows XP Media Center Edition
O Windows XP Media Center Edition adiciona o seguinte:
- Win + Alt + Enter inicia o Windows Media Center.

### Windows Vista
O Windows Vista adiciona os seguintes atalhos:
- Win + Space bar traz a barra lateral do Windows para a frente.
- Win + G seleciona o próximo item do gadget da Windows Sidebar, trazendo todos os gadgets para o primeiro plano no processo. Os gadgets foram removidos no Windows 8. A barra de jogo do Xbox aparece no Windows 10 e 11.
- Win + X invoca o Windows Mobility Center. Funciona apenas se os recursos do computador portátil estiverem instalados. Esta combinação de teclas foi reatribuída no Windows 8.
- Win + Tab alterna o aplicativo ativo usando Aero Flip 3D. Requer composição de área de trabalho, um recurso do Windows Aero. Aero Flip 3D foi removido no Windows 8 e esta tecla foi reatribuída.
- Win + Ctrl + Tab é igual ao anterior, mas o Aero Flip 3D permanece mesmo quando esta combinação de teclas é liberada. As teclas de seta ou o mouse podem ser usados para navegar entre as janelas.
- Win + 1 através Win + 9, Win + 0 inicia o programa correspondente Quick Launch Bar. Win + 0 executa o décimo item. O Quick Launch foi removido no Windows 7 e esta tecla foi reatribuída.
- Win + L bloqueia o computador.

### Windows 7
O Windows 7 adiciona os seguintes atalhos:
- Win + Space bar ativa o Aero Peek. Reatribuído no Windows 8.
- Win + P alterna entre os dispositivos que recebem a saída da placa de vídeo. O padrão é apenas monitor de computador. Outras opções são apenas projetor de vídeo, ambos mostrando a mesma imagem e mostrando uma parte de uma área de trabalho maior.
- Win + ↑ maximiza a janela ativa.
- Win + ↓ restaura o tamanho padrão da janela e o estado da janela ativa, se maximizada. Caso contrário, minimiza a janela ativa.
- Win + ← ou → para alinhar a janela ao lado correspondente da tela, lado a lado verticalmente.
- Win + Shift + ← ou → para mover a janela para o monitor seguinte ou anterior, se vários monitores forem usados.
- Win + T para percorrer os itens da barra de tarefas da esquerda para a direita.
- Win + Shift + T para percorrer os itens da barra de tarefas da direita para a esquerda.
- Win + + para ampliar a tela na posição do cursor do mouse usando o Magnifier Utility.
- Win + - para diminuir o zoom se o Magnifier Utility estiver em execução.
- Win + Esc para sair do zoom.
- Win + 1 através de Win + 9, Win + 0 para iniciar ou mudar para o programa correspondente fixado na barra de tarefas. Win + 0 executa o décimo item. Pressione várias vezes para percorrer as janelas abertas do aplicativo. Pressione e solte rapidamente para manter a visualização da barra de tarefas aberta (o que permite alternar usando as teclas de seta).
- Win + Home minimiza todas as janelas exceto a janela ativa. Pressionar esta combinação uma segunda vez os restaura.
- Win + D minimiza todas as janelas. Pressionar a combinação uma segunda vez os restaura.